# Голозёрный овёс
Голозёрный овёс — сорт овса без плёнчатой оболочки на зёрнах. По современной классификации рода Avena он относится к подвиду Avena nudisativa.
От плёнчатых сортов он отличается меньшим количеством спирторастворимых белков и лучшим аминокислотным составом — высоким содержанием лизина, метионина и цистеина.
Различаются и цены. Так, в среднем, голозёрный овёс на 62% дороже обычного.

## Выращивание
Голозерный овёс не новая культура — выращивать его начали ещё в 5 веке н. э. У него долгая история в сельском хозяйстве, которая восходит к 5 ст. н. э.
Сейчас голозёрный овёс успешно выращивают в Финляндии, Германии, Великобритании, Франции, Польше, Швеции, США, Канаде и Австралии.

## Непереносимость глютена
Первые клинические доказательства в пользу использования овса в безглютеновом рационе пациентов с целиакией были опубликованы в 1995 году. В 2009 году
Постановлением ЕС 41/2009 овёс включен в число безглютеновых ингредиентов, безопасных при целиакии, при условии отсутствия следов глютена. Включение овса в рацион пациентов с непереносимостью глютена позволяет значительно расширить меню и восполнить недостаток клетчатки, необходимой для нормального пищеварительного процесса.
Количество опасных при целиакии α-авенинов в голозёрном зерне значительно ниже по сравнению с плёночными сортами овса, что делает его пригодным для использования в функциональном питании при непереносимости глютена.

## Польза
Овёс — диетический продукт. Вязкость отваров из него обусловлена β-глюканами — пищевыми волокнами, которые улучшают работу ЖКТ, замедляют усвоение организмом углеводов, снижают гликемический индекс. Также β-глюканы рекомендованы для профилактики атеросклероза сосудов — снижают уровень холестерина.
Содержание β-глюканов в овсе:
- 3,1–4,5% — у плёночных сортов;
- от 3,8–4,9% — у голозерных.

Голозёрные сорта овса имеют более высокое содержание белка (на 1,9-3,5%), масел, незаменимых аминокислот лизина и аргинина по сравнению с сортами плёнчатыми.
Овсяное масло в голозёрном овсе содержит жирорастворимый витамин E — токоферолы и токотриенолы.
- Токотриенол нормализует уровень холестерина.
- Токоферол — природный антиоксидант. Препятствует образованию токсичных свободных радикалов и на клеточном уровне борется со старением.

Голозёрный овёс богат протеином (до 18%) и витаминами (тиамин, рибофлавин, ниацин).

## Применение
Благодаря превосходным пищевым свойствам и нежному вкусу голозёрный овёс — популярный продукт в сфере лечебного и функционального питания. А его отличная усваиваемость делает его продуктом № 1 на детском и диетическом столах.
Голозёрный овёс и его продукты используют для приготовления практически любых блюд: мюсли, печенья, выпечки, батончиков, перекусов и т. д.